# Пам'ятник Тарасу Шевченку (Євпаторія)
Пам'ятник Тарасу Шевченку — пам'ятник, споруджений на честь українського поета, письменника та художника Тараса Шевченка у місті Євпаторія (Крим), урочисто відкритий у 2003 році на розі однойменної вулиці Шевченка під час святкових заходів з нагоди 2500-ліття міста. Скульптура письменника виготовлена з матеріалу, тонованого під бронзу.
Пам'ятник висотою у 2.4 метри спорудив місцевий скульптор Олексій Шмаков, який відомий не тільки у Євпаторії, але і далеко за межами колишнього СРСР. Цей пам'ятник поклав початок забудови і облагородженню однойменної вулиці, тому після встановлення пам'ятника вулицю почали забудовувати пансіонатами і котеджами, до 2003 року ця вулиця мала зовсім інший вигляд. Пам'ятник розташований у людному місці, і в курортний сезон можна часто побачити туристів, які фотографуються поруч.
У 2016 році в ході підготовки до курортного сезону у Євпаторії були проведені заходи, пов'язані з благоустроєм території навколо пам'ятника. Працівниками муніципальної бюджетної установи була демонтована стара плитка навколо пам'ятника, яка з часом деформувалась і мала не естетичний вигляд.